# 卓以什
卓以什是墨西哥锡那罗亚州的一个小城市。它位于内陆，在该州的最北端。该市在2010年人口普查中报告了9,305名居民。 